# Somosierra (Hiszpania)
Somosierra – miejscowość w Hiszpanii we wspólnocie autonomicznej Madryt, w północnej części wspólnoty, 93 km od Madrytu. W pobliżu przebiega autostrada . Miejscowość leży nad przełęczą o tej samej nazwie.